# 조충현 (희극인)
조충현(1992년 2월 10일 ~ )은 대한민국의 희극 배우이다. KBS 공채 30기 개그맨으로 데뷔했다.

## 학력
- 예원예술대학교 코미디연기학과

## 출연 작품
- 《개그콘서트》

〈민상토론〉
〈고집불통〉
〈왜딩〉
〈출소〉
〈말해 yes or no〉
〈환상의 커플〉
〈베테랑〉
〈넘사벽〉
〈이럴 줄 알고〉
〈영화는 영화다〉
〈테러블 메이커〉
〈불상사〉대리 역
〈수호천사〉
〈아무말 대잔치〉
〈핵갈린 늬우스〉
〈연기돌〉
〈극단적 극단〉
〈고발 부부〉사회자 역
〈투잡 공화국〉
〈웨잇러세요〉
〈랜덤 울화통〉박짠호 역